# Mertzon
La ville de Mertzon est le siège du comté d'Irion, dans l’État du Texas, aux États-Unis. Elle comptait 839 habitants lors du recensement de 2000. 
Mertzon fait partie de l’agglomération de San Angelo.

## Source
- (en) Cet article est partiellement ou en totalité issu de l’article de Wikipédia en anglais intitulé « Mertzon, Texas » (voir la liste des auteurs).